# Malé Raškovce
Malé Raškovce (Hongaars: Kisráska) is een Slowaakse gemeente in de regio Košice, en maakt deel uit van het district Michalovce.
Malé Raškovce telt 244 inwoners.